# Stefano Ardito
Stefano Ardito (ur. 1954 we Rzymie) – alpinista, dziennikarz, fotograf, pisarz i reżyser.
Pisze o przyrodzie, górach i podróżach dla magazynów: Specchio, Alp, Meridiani, Qui Touring, Plein Air, La Rivista della Montagna, Viaggi&Sapori. Napisał około osiemdziesięciu książek i przewodników poświęconych górom całego świata.
Wyreżyserował czterdzieści filmów dokumentalnych do Geo&Geo telewizji Rai Tre, które ukazywały się w latach 1991-1993.
Współzałożyciel organizacji ekologicznej Mountain Wilderness oraz jeden z pomysłodawców  Sentiero Italia, szlaku górskiego biegnącego przez całe terytorium Włoch.

## Wybrane publikacje
- Dolomity. Dni w pionie (wł. Dolomiti giorni verticali), Wydawnictwo Sklep Podróżnika, 2013, wydanie I, ISBN 978-83-7136-097-8
- W granicie i lodzie (wł. Giorni di granito e di ghiaccio), Wydawnictwo Sklep Podróżnika, 2011, wydanie I, ISBN 978-83-7136-077-0